# Nothobranchiidae
Nothobranchiidae là một họ cá của bất cứ loài cá có xương nào trong họ này. Họ này chứa đựng gần 300 loài và là những loài cá killi cỡ nhỏ, với kích cỡ trung bình của cả họ khoảng 5 cm (2.0 in). Nhìn chung chúng phân bố ở châu Phi.

## Các chi
Trong họ cá này ghi nhận các chi sau đây:
- Aphyosemion (kể cả Chromaphysemion)
- Callopanchax
- Epiplatys
- Episemion
- Fenerbahce (trước đó là Adamas)
- Foerschichthys
- Fundulopanchax
- Nimbapanchax
- Nothobranchius
- Pronothobranchius
- Scriptaphyosemion